# Operationshandschuh
Operationshandschuhe sind Einmalhandschuhe, die in der Medizin verwendet werden, um den Patienten vor einer Kontamination der Operationswunde oder der Schleimhäute zu schützen. Außerdem bieten sie dem Anwender einen Schutz vor Infektionen, die durch Blut oder andere Körpersekrete des Patienten übertragen werden können. Die ersten modernen Modelle steriler Operationshandschuhe wurden in Nordamerika um 1890 von William Stewart Halsted eingeführt und in Europa 1897 von Werner Zoege von Manteuffel. Ein klassisches Operationshandschuhmodell entwickelte Paul Leopold Friedrich 1898.

## Material
Operationshandschuhe bestehen aus hochelastischem, wasserfesten Material. Bis heute kommt aufgrund der guten mechanischen Eigenschaften zum Großteil der früher nahezu ausschließlich verwendete Natur-Latex zur Anwendung. Alternativen für medizinisches Personal, bei dem eine Latex-Allergie vorliegt, sind Handschuhe aus synthetischem Isopren-Kautschuk, der die gleichen mechanischen Eigenschaften wie Natur-Latex aufweist, oder Chloropren-Kautschuk, der jedoch steifer ist. Operationshandschuhe aus Nitril-Kautschuk oder PVC kommen derzeit (2011) kaum zum Einsatz.

## Sterilität
Es kommen ausschließlich Einmalprodukte zur Anwendung. Für operative oder invasive diagnostische Eingriffe müssen Operationshandschuhe sterilisiert und dauerhaft steril verpackt sein. Die Sterilisierung erfolgt üblicherweise mittels Gamma-Strahlung. Bei Operationen mit erhöhter Gefahr von Beschädigungen der Handschuhe werden oft zwei Handschuhe übereinander getragen (sog. double gloving). Ist lediglich ein Schutz des Personals bei pflegerischen Maßnahmen erforderlich, werden nicht sterilisierte, hygienisch verpackte Einmalhandschuhe verwendet.